# 矢野燿大の「アスリートの舞台裏」
矢野燿大の「アスリートの舞台裏」（やのあきひろの・「アスリートのぶたいうら」）は、ABCラジオの単発枠（日曜20時－21時、または月曜20時－20時30分のいずれか）で2011年5月16日より不定期（概ね月1回）放送されるスポーツトーク番組である。

## 概要
阪神タイガースの選手時代からABCラジオで『矢野輝弘（燿大）のどーんと来い!!』のパーソナリティを担当してきた矢野燿大（朝日放送・サンテレビジョン野球解説者、スポーツニッポン大阪本社専属評論家）の冠番組。選手時代から交流の深いスポーツアナウンサーの岩本計介と、『NEWSゆう+』（ABCテレビ）月曜日のスポーツコーナー「週刊YANO+」で共演する塚本麻里衣（いずれもABCアナウンサー）が、矢野のパートナーを務める。
番組ではプロ野球を中心に、日本を代表するアスリートや、それを影で支えるスタッフに登場してもらい、苦労話や選手の健康管理、素顔などに迫る。

## ゲスト

### 2011年
- 5月16日　「石川遼を支えた男に迫る」仲田健（石川の専属トレーナー）